# Vestingwerken van Eibergen
De vestingwerken van Eibergen vormden een eenvoudige vorm van verdediging rondom het Nederlandse dorp Eibergen, provincie Gelderland.
In 1188 werd in een document melding gemaakt van de parochie Ecberghen. De nederzetting kreeg van de heren van Borculo in de 15e eeuw enkele stadsrechten, maar Eibergen ontwikkelde zich nooit daadwerkelijk tot een stad. 
Bij de parochiekerk stond de Borg van Eibergen, die diende als verblijfplaats van de heren van Borculo en later hun vertegenwoordigers, de drosten. De locatie van de Borg was strategisch gezien gunstig, bij de samenvloeiing van de Berkel en de Ramsbeek. Rondom de Borg lag een zes meter brede gracht - de zogenaamde borggraven - maar deze is reeds in de 15e eeuw grotendeels gedempt. Restanten van deze gracht bleven nog zichtbaar tot begin 19e eeuw als een sloot rond de hervormde kerk. De Borg is doorlopend bewoond geweest tot in de 15e eeuw. Op de plek van de verdwenen Borg is in 1904 de Villa Smits gebouwd die later in gebruik kwam als gemeentehuis. 
Eibergen zelf had slechts een eenvoudige vorm van verdedigingswerken. Aan de zuidzijde lag vermoedelijk een wal, begroeid met doornstruiken; de huidige straatnamen Hagen en Kleine Hagen verwijzen hier nog naar. Aan de westzijde van Eibergen lag het Schild, waar zich in 1480 een eenvoudige stadspoort bevond, ter hoogte van de huidige Grotestraat/Laagte. Naar verwachting was het niet veel meer dan een afsluitbaar hekwerk. Het is niet duidelijk of er ook een gracht was. Gezien de geringe verdedigingswerken was Eibergen in feite een open stadje. 
In de 16e eeuw was Eibergen vrijwel onverdedigbaar en de plaats speelde dan ook verder geen enkele militaire rol tijdens de Tachtigjarige Oorlog.
Alkmaar · Amsterdam · Blokzijl · Borculo · Bredevoort · Coevorden · Delden · Eibergen · Elburg · Enschede · Genemuiden · Goor · Gorinchem · Haarlem · Hasselt · Hattem · 's-Hertogenbosch · Huissen · Klundert · Lochem · Maastricht · Montfoort · Naarden · Ommen · Ootmarsum · Rhenen · Roermond · Rijssen · Sittard · Sneek · Steenbergen · Steenwijk · Terborg · Valkenburg · Zaltbommel · Zevenaar · Zwartsluis · Zwolle